# Arterias coronarias
Las arterias coronarias son las arterias que irrigan el miocardio del corazón. Se originan en los senos de Valsalva de la válvula aórtica, que regula el flujo de sangre desde el ventrículo izquierdo hacia la arteria aorta. Son dos: la arteria coronaria derecha y la arteria coronaria izquierda.
La arteria coronaria derecha emerge entre la orejuela auricular derecha y el origen de la pulmonar, se introduce en el surco coronario (auriculoventricular) derecho y lo recorre hasta alcanzar el surco interventricular posterior, en el cual se introduce denominándose entonces arteria interventricular posterior. Puede terminar en la parte inferior del surco interventricular inferior (posterior) o bien anastomosarse con la arteria interventricular anterior que a su vez es una rama de la arteria coronaria izquierda. Se divide en dos ramas principales; la arteria descendente posterior y la arteria marginal derecha. La arteria coronaria derecha irriga fundamentalmente el ventrículo derecho y la región inferior del ventrículo izquierdo.
La arteria coronaria izquierda se divide, casi enseguida de su nacimiento, en arteria descendente anterior izquierda y arteria circunfleja izquierda. La arteria descendente anterior irriga la cara anterior y lateral del ventrículo izquierdo además del tabique interventricular por sus ramas septales. La arteria circunfleja irriga la cara posterior del ventrículo izquierdo.
Todo esto dicho de un modo esquemático, ya que la variabilidad de los territorios irrigados por cada rama coronaria es muy grande entre los individuos y existe circulación cruzada entre diferentes territorios.

## Tipos de distribución de las arterias coronarias

### Distribución de predominio derecho
La arteria coronaria derecha cruza horizontalmente el surco auriculoventricular y se distribuye en la mayor parte de la cara posterior del ventrículo izquierdo. En el surco emite una rama interventricular posterior (descendente y de menor calibre que el de la arteria que cruza el surco). La rama circunfleja desciende por la cara lateral del ventrículo izquierdo. Toda o casi toda la cara posterior del ventrículo izquierdo queda irrigada por la coronaria derecha. Es el tipo más frecuente: alrededor del 75% de los individuos.

### Distribución de predominio intermedio
La arteria coronaria derecha desciende por el surco interventricular (posterior), una rama corta cruza al ventrículo izquierdo. A lo largo del surco, la arteria emite ramas finas a las partes yuxtaseptales de ambos ventrículos. La rama circunfleja cruza la cara lateral del ventrículo izquierdo y se distribuye en la mayor parte de la cara posterior del ventrículo izquierdo. La mayor parte de la cara posterior del ventrículo izquierdo queda irrigada por la rama circunfleja; sólo su porción yuxtaseptal, por la coronaria derecha. Frecuencia: cerca del 15%.

### Distribución de predominio izquierdo
Cuando la arteria coronaria izquierda irriga en mayor proporción a los ventrículos y es así como se logra una irrigacion miocardica eficiente y anatómicamente funcional.

## Patología

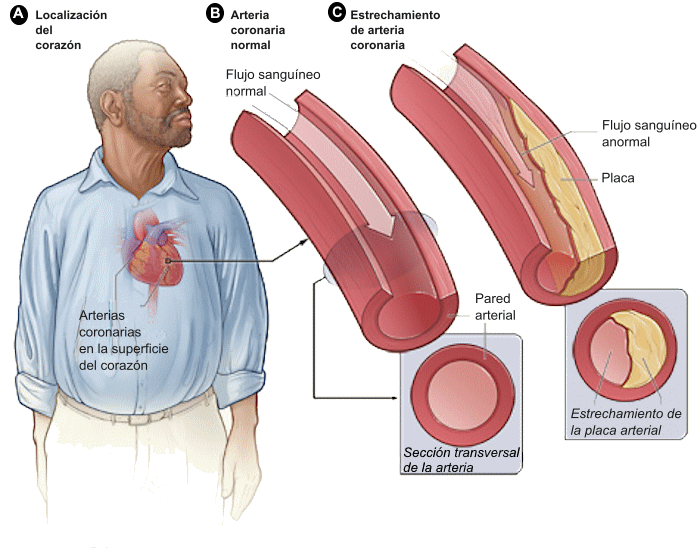
Aterosclerosis coronaria

Existen diferentes tipos de patologías coronarias aunque, sin duda, lo más frecuente y de mayor relevancia clínica, debido a prevalencia mundial, es la aterosclerosis coronaria que da lugar a la cardiopatía isquémica.
La cardiopatía isquémica es una de las principales causas de mortalidad a nivel mundial y más del 90% de los casos son secundarios a aterosclerosis coronaria. Puede manifestarse de manera aguda en tres principales síndromes coronarios: angina inestable, infarto sin elevación del segmento ST e infarto de miocardio con elevación del segmento ST.